# Hatfield, Massachusetts
Hatfield är en kommun (town) i Hampshire County i Massachusetts. Vid 2010 års folkräkning hade Hatfield 3 279 invånare.